# اوپن‌ان‌ان
اوپن‌ان‌ان (به انگلیسی: OpenNN) نام یک کتابخانه (رایانه) است که به زبان سی++ نوشته شده است. این کلاس کتابخانه (رایانه) منبع باز در شبکه عصبی مصنوعی کاربرد دارد. این کتابخانه برای سیستم‌عاملهای یونیکس و ویندوز اجرا می شود.و تحت پروانه گنو ال‌جی‌پی‌ال منتشر شده است.